# نادي الجيل الجديد
نادي الجيل الجديد هو نادي شركسي مقره الأردن، أنشئ عام 1950 من أجل المحافظة على التراث الفولكلوري الشركسي. يرأسه الأستاذ هاني رجب حدغاث. 

## أهدافه
- حث الشباب على ممارسة الرياضة.
- تشكيل منبر ثقافي لزيادة توعية الشباب وأفراد المجتمع.
- تعزيز العلاقات الاجتماعية والأسرية بين أعضاء النادي وأصدقائه.